# Gestüt Lipik
Das Gestüt Lipik (kroatisch Ergela Lipik) ist ein kroatischer staatlicher landwirtschaftlicher Betrieb bei der Stadt Lipik in der Gespanschaft Požega-Slawonien. Es wurde 1843 vom  Grafen Izidor Janković gegründet. Heute erstreckt sich die gesamte Gestütsanlage auf einer Fläche von etwa 43 Hektar und umfasst insgesamt 74 Pferde, von denen 70 Lipizzaner sind.

## Geschichte
Beginnend im Jahr 1843 mit einem Pferdebestand von rund 20 Tieren, hatte das Gestüt im Jahr 1954 ungefähr 250 Pferde. Nach einer Stagnation in den späten 1960er Jahren, erholte sich das Gestüt erst wieder in den frühen 1980er Jahren. Während des kroatischen Heimatkrieges 1991–95 existierte das Gestüt nicht, weil der gesamte Pferdebestand (mehr als 100 Pferde, meistens Lipizzaner) von der serbischen Armee beschlagnahmt und nach Serbien geschickt oder geschlachtet wurde. Als der Krieg endete, wurde die Gestütsanlage renoviert und wieder in Betrieb genommen.
2007 wurden die überlebenden, früher gestohlenen, Pferde und ihre Nachkommen aus Serbien zurückgebracht und dem neuen Pferdebestand hinzugefügt. 2010 wurde das Gestüt mit dem Gestüt Đakovo fusioniert.

## Anlage
Die Gestütsanlage erstreckt sich auf einer Fläche von etwa 43 ha und umfasst vier Pferdeställe, mehrere Hilfsgebäude (darunter Warenlager, Räume für Geräte, Ausrüstung und Zubehör u. ä.), ein Dressurgelände sowie ein Souvenirgeschäft. Ein Pferdestall dient zum Halten der Hengste, der nächste als Unterkunft für Stuten mit neugeborenen Fohlen, der dritte für Jährlinge und der letzte für die Ausstattung für Sportmeisterschaften.
Die komplette Zucht, Leistungsprüfung und Fürsorge für die Pferde im Gestüt sind unter kontinuierlicher Kontrolle und Überwachung von Experten. Ihr Ziel ist einen Vorteil in der Selektion zu initiieren sowie das genetische Potential der Pferde zu bewahren, besonders für die Zucht der Lipizzaner in Kroatien.

## Gründungshengste und -Stuten
Es gibt fünf Entwicklungslinien der Hengste im Gestüt Lipik heute: Conversano (seit 1767), Favory (1779), Neapolitano (1770), Siglavy (1810) und Pluto (1765). Vom Favory stammt Favory Mara LII-3, heutiger aktiver Zuchthengst, gefohlt im Jahr 2004.
Die Stuten-Entwicklungslinien sind: Batosta (Gattung Africa), Capriola (Gattung Deflorata), Allegra (Gattung Englanderia), Trompeta (Gattung Europa), Gaeta (Gattung Gidrane), Gaetana (Gattung Gidrane), Bonadea (Gattung Presciana), Monteaura (Gattung Spadiglia), Wera (Gattung Theodorosta), Krabbe (Gattung Rendes), Drava (Gattung Djebrin), Kitty (Gattung Hamad/Flora) und Cica Liza (Gattung Alka).

## Galerie

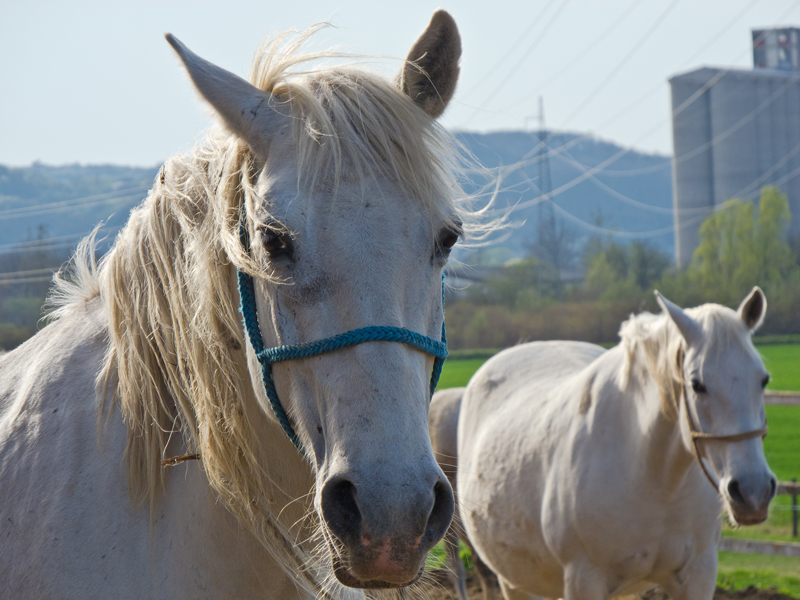
Lipizzaner-Pferde
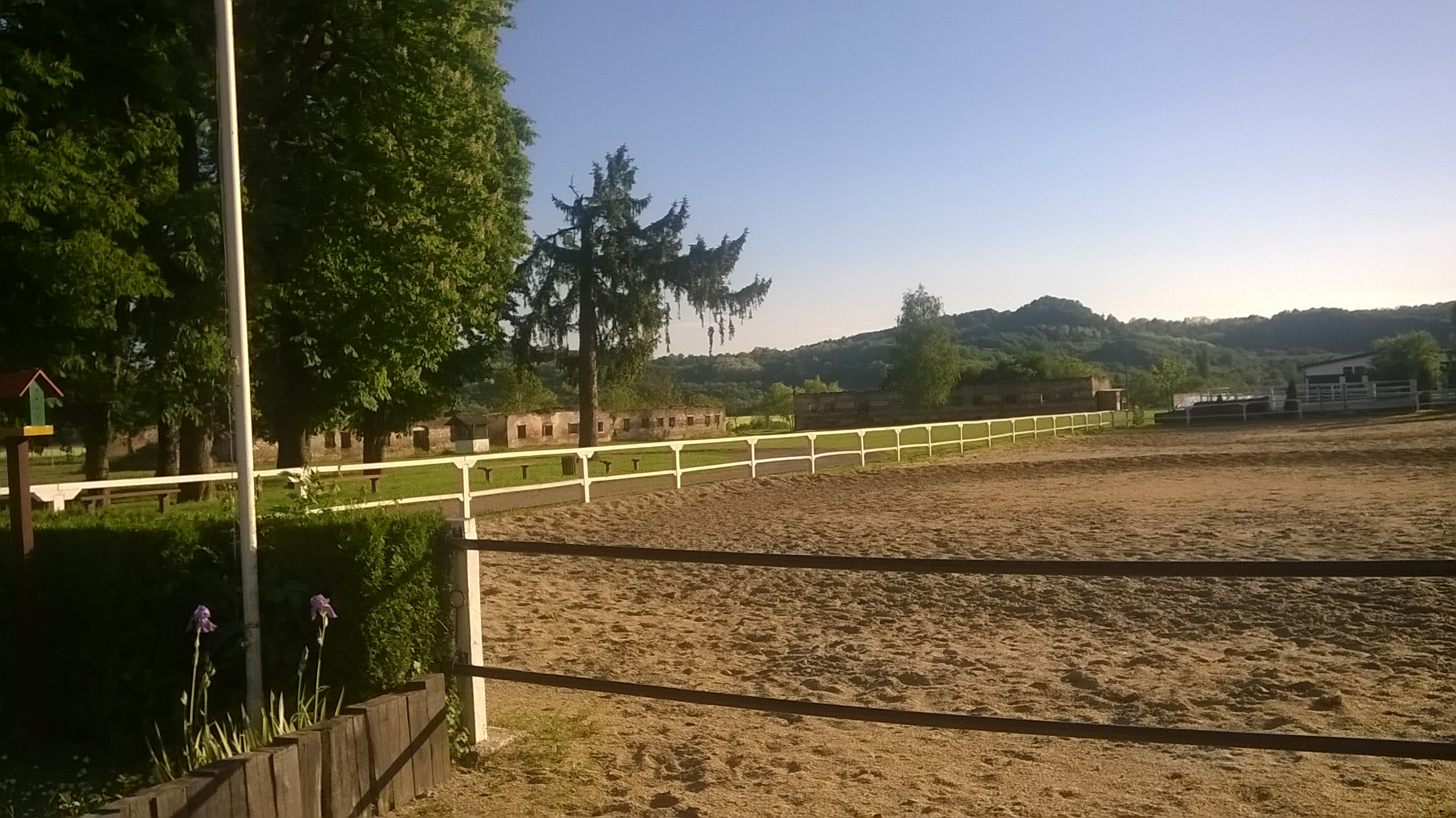
Dressurgelände
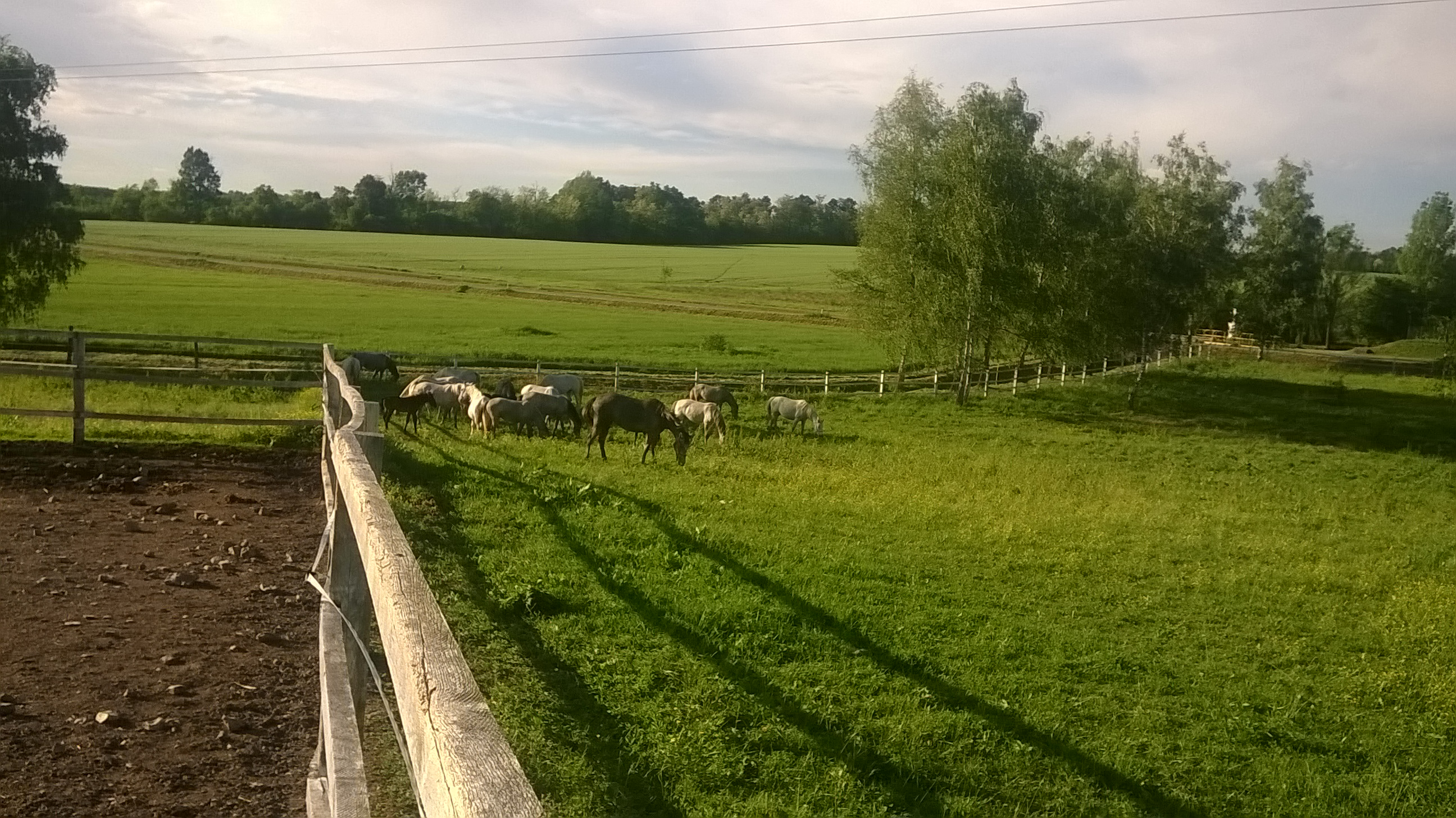
Pferde auf der Weide
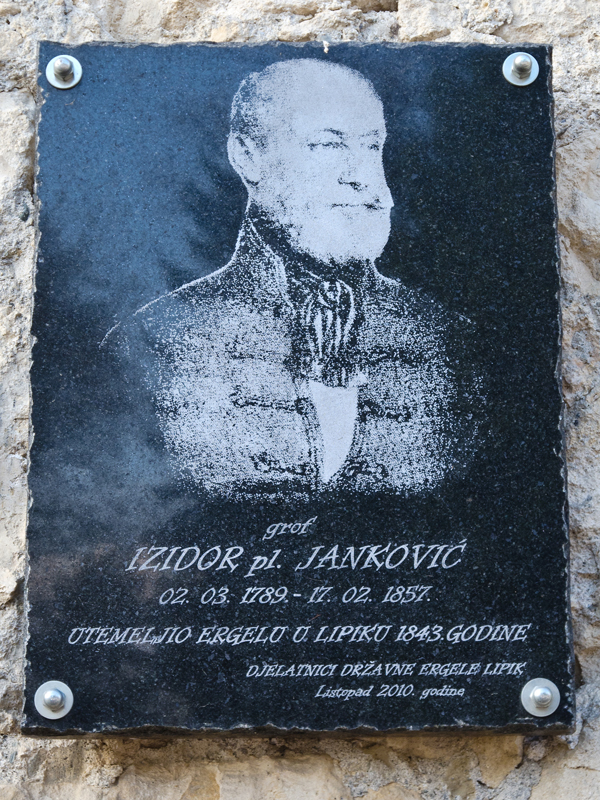
Graf Izidor Janković, der Gestütsgründer